# Stenalia jordanensis
Stenalia jordanensis es una especie de coleóptero de la familia Mordellidae.

## Distribución geográfica
Habita en Jordania.